# Jacareí Futsal
O Jacareí Futsal é uma associação esportiva brasileira, da cidade de Jacareí (São Paulo). Fundada em 2009, disputa competições de Futebol de Salão nas categorias masculinaprincipal e categorias de base (sub-9 ao sub-17) e feminina da Federação Paulista de Futsal.

## Diretoria

### Presidente
- Valderci Pereira

### Vice-Presidente
- Luis Fabiano Araújo

### 1º Secretário/Assessor de Imprensa
- Sylvio Pacheco

### Tesoureiro Geral/Diretor de Futsal
Brás Lourenço

### Diretor de Futsal
- Leopoldo Costa

### Relações Públicas
- Marcos Diniz

### Diretor Esportivo
- Edélcio Reis

### Presidente do Conselho Fiscal
- César Lima

### Membros do Conselho
Francisco Godoy
Thiago Pereira

## Futsal Masculino

### Comissão Técnica

#### Técnico
- Edinho Rafful

#### Preparador Físico e Auxiliar Técnico
- Edélcio Reis

#### Fisioterapeuta
- Dr. Alexandre Serrano